# H. G. Peter
Harry George Peter (San Rafael, California, 8 de marzo de 1880 –2 de enero de 1958), comúnmente citado como H. G. Peter, fue un ilustrador y dibujante estadounidense conocido principalmente por su trabajo en las historietas de Mujer Maravilla y tiras como Mutt and Jeff para el San Francisco Chronicle.

## Biografía
Harry George Peter nació en San Rafael, California, en 1880, siendo el tercero de tres hijos. Sus padres, Louis y Louisa Peter, nacieron en Francia. Su padre era marinero. A los veinte años ya hacía ilustraciones para periódicos bajo el nombre H. G. Peter, aunque respondía a los sobrenombres "Harry" or "Pete". Trabajando para el San Francisco Chronicle conoció a Adonica Fulton, una ilustradora del periódico The San Francisco Bulletin. Ambos se mudaron a New York en 1907, el estilo que tenían de dibujo y entintado, influenciado por Charles Dana Gibson, los acercó a trabajar en revistas como New York Journal-American o Judge. Se casaron en 1912.
Sus primeros trabajos en revistas de historietas fue en Funnies, Inc., una de las primeras empresas proveedoras de material para las editoriales de revistas de historietas, donde ilustró material como la biografía del General George Marshall en True Comics 4 (septiembre de 1941). Su primer superhéroe fue Man o' Metal en "Reg'lar Fellers Heroic Comics" (julio de 1941).
Su trabajo más duradero llegó cuando el artista, en ese entonces con sesenta y un años de edad, comenzó a dibujar a Mujer Maravilla, la superheroína de William Moulton Marston (a pesar de que al comienzo Peter no fue acreditado) en revistas de historietas a partir de octubre de 1941. Peter cambió a un estilo más influenciado por el "Art Nouveau" para la nueva serie. En abril de 1942 abrió su propio estudio en el 130 W. de la calle 42nd en Manhattan. En marzo de 1944 el éxito de las historietas y las tiras diarias de Mujer Maravilla les permitió abrir el estudio Marston Art Studio en el 331 de Madison Avenue. El estudio del decimocuarto piso, un piso arriba de la oficina de Marston, se encontraba la oficina de Marjorie Wilkes Huntley, quien contribuyó con tinta y letras. Joye Hummel pasó de ser la asistente de Marston a escribir historias para las historietas, la única otra persona que escribió Mujer Maravilla durante la edad de oro.
Mientras Peter dibujaba las historias, portadas y tiras de periódicos y entintaba las figuras principales, era asistido por varias otras artistas que se encargaban de las tintas del fondo. El personal también incluía a Helen Schepens como colorista, Jim y Margaret Wroten como letristas, con algunos de los textos hechos por su cuñada Louise Marston.
A pesar de que Marston murió en 1947, Peter continuó con Wonder Woman hasta su muerte en 1958.

## Legado

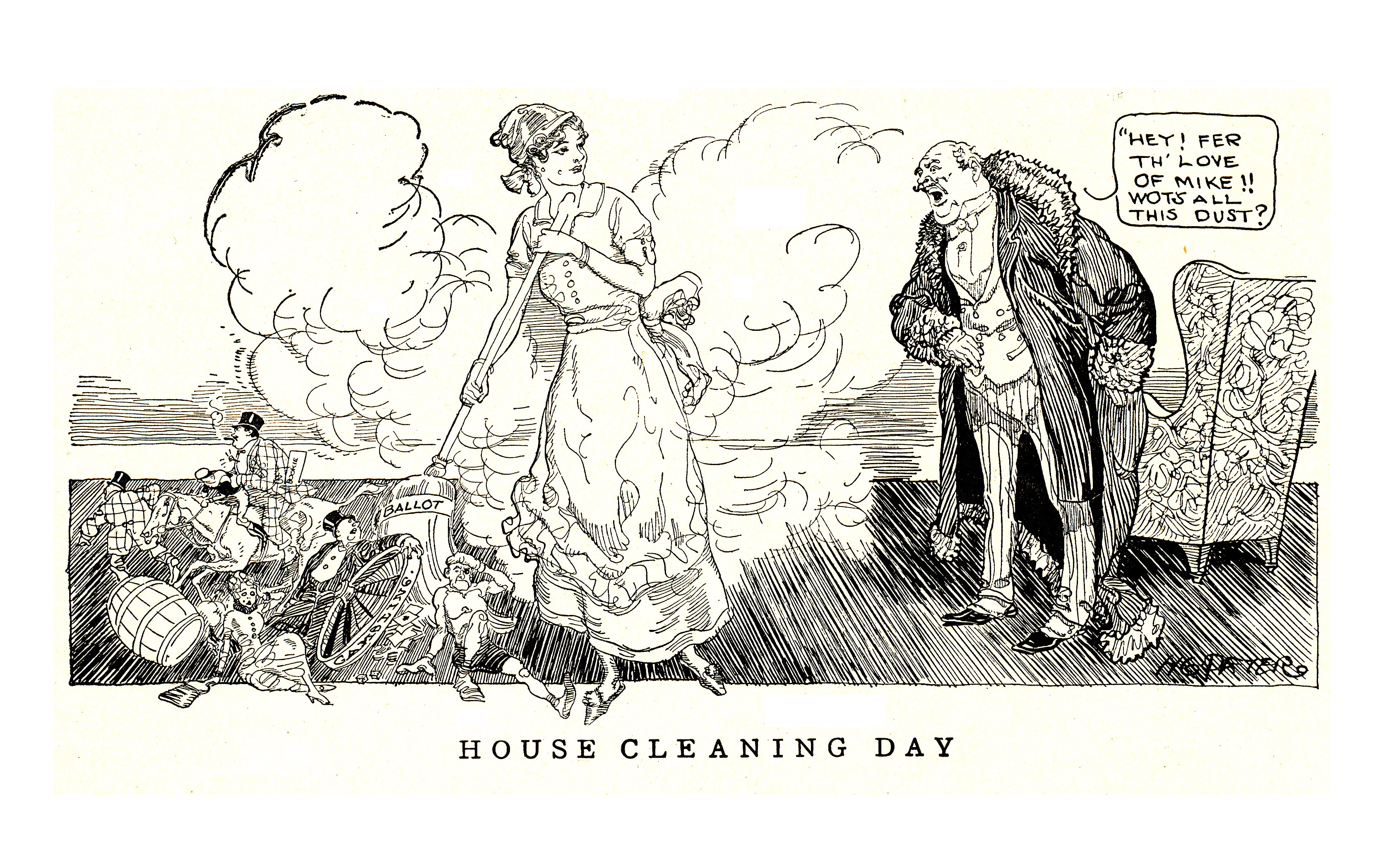
Cartoon by H. G. Peter, Judge Magazine, Feb. 6, 1915.

Marston y Peter eran partidarios feministas y apoyaban el sufragio femenino de principios del siglo XX. Marston, que era familiar político de Margaret Sanger y Ethel Byrne, activistas por el control de la natalidad, escribía e incluso daba clases a favor de la igualdad para las mujeres, y Peter y su esposa Adonica Fulton a menudo realizaban ilustraciones que apoyaban la causa en revistas como Judge, la cual presentó regularmente una columna titulada "The Modern Woman" entre 1912 y 1917. Marston dijo que sentía que su trabajo era "propaganda psicológica para el nuevo tipo de mujer que, creo, debería dominar el mundo".
En 1972 la revista Ms. recopiló en una edición en tapas duras historias de "Mujer Maravilla" de Marston and Peter. Gloria Steinem seleccionó las historias y escribió acerca de ellas que "La Mujer Maravilla simboliza muchos de los valores de la cultura femenina que las feministas ahora están tratando de promover: fuerza y autosuficiencia para las mujeres; hermandad y apoyo mutuo entre las mujeres; paz y estima por la vida humana; disminución tanto de agresión 'masculina' como el creer que la violencia es la única forma de resolver conflictos ". Además, Mujer Maravilla" apareció en la tapa del primer número de la revista Ms. (enero de 1972) con la consigna "Wonder Woman for President", una referencia directa a la tapa "Wonder Woman For President" de Wonder Woman 7 (primavera de 1943) de Marston y Peter. (esta se repitió y actualizó para el 40.º aniversario de esa revista en 2012) Durante este período DC Comics además hizo regresar al personaje a sus poderes, traje y herencia amazona con un enfoque más parecido a sus comienzos allá en la década de 1940.
En 1975 la serie televisiva The New Adventures of Wonder Woman reflejó directamente la influencia del libro Ms., ubicandola en la Segunda Guerra Mundial y basando la apertura en una animación basada en paneles dibujados por H. G. Peter.
Trina Robbins fue la primera mujer que oficialmente dibujó a la Mujer Maravilla en la miniserie publicada en 1986, The Legend of Wonder Woman. Su estilo visual y relato son un homenaje directo al trabajo de H. G. Peter y Marston.
La portada de Wonder Woman (Vol. 2) 184 (octubre de 2002) de Adam Hughes muestra a la Mujer Maravilla moderna encontrándose con la versión de H. G. Peter de la década de 1940.
El libro The Secret History of Wonder Woman (Knopf, 2014) por la historiadora de Harvard  Jill Lepore presenta en su portada un panel de Mujer Maravilla dibujada por H. G. Peter.